# Stefano di Nicea
Stefano di Nicea (Nicea, I secolo – Reggio Calabria, I secolo) è stato il primo vescovo della Chiesa reggina ed è venerato come santo dalla Chiesa cattolica.

## Agiografia
Secondo la tradizione, a san Paolo si deve il primo annuncio del Vangelo e la nascita della prima comunità cristiana sul suolo calabro. Prima di ripartire per Pozzuoli, l'apostolo nominò come primo vescovo santo Stefano da Nicea.
Sempre secondo la tradizione, san Paolo ottenne di parlare alla folla pagana fino a che fosse durata la fiamma di una lucerna posta su una colonna ma, consumatasi la fiamma, iniziò ad ardere la colonna di pietra, che con la sua luce consentì che la predicazione dell'apostolo si protraesse fino al mattino. La folla, in seguito al prodigio, si convertì al cristianesimo. I resti della colonna si conservano nella cappella di San Paolo, nel duomo di Reggio Calabria.
Stefano fu catturato dal preside Jerace e fu fatto decapitare. Il suo corpo fu raccolto e sepolto dai cristiani. La liturgia dell'Arcidiocesi lo celebra come patrono secondario il 5 luglio.

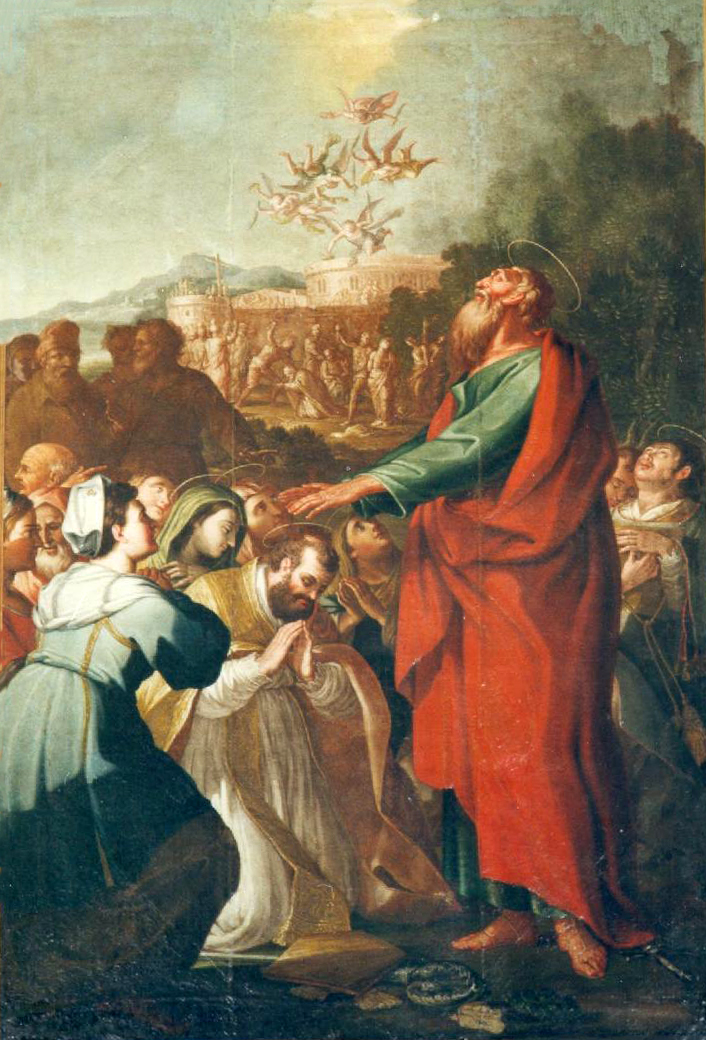
Carlo Maria Minaldi, Paolo di Tarso consacra Santo Stefano di Nicea a vescovo, 1823.